# Implozie
Prin implozie se poate înțelege:
1. Fenomenul opus exploziei, care constă în pătrunderea rapidă a aerului într-un spațiu închis, fără aer, când pereții acestuia sunt distruși.[1]
2. Prăbușirea gravitațională a unei stele, însotiță de eliberarea unei mari cantități de energie.[2]
3. Prima fază a articulării unei consoane oclusive, constând în închiderea totală a organului fonator și oprirea aerului.[1]